# Hrací kostka

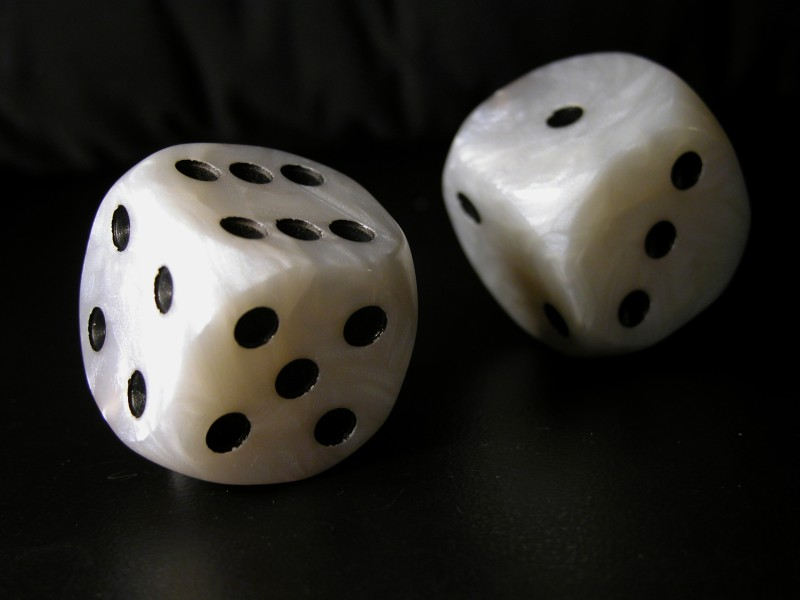
Dvě standardní hrací kostky se zaoblenými rohy

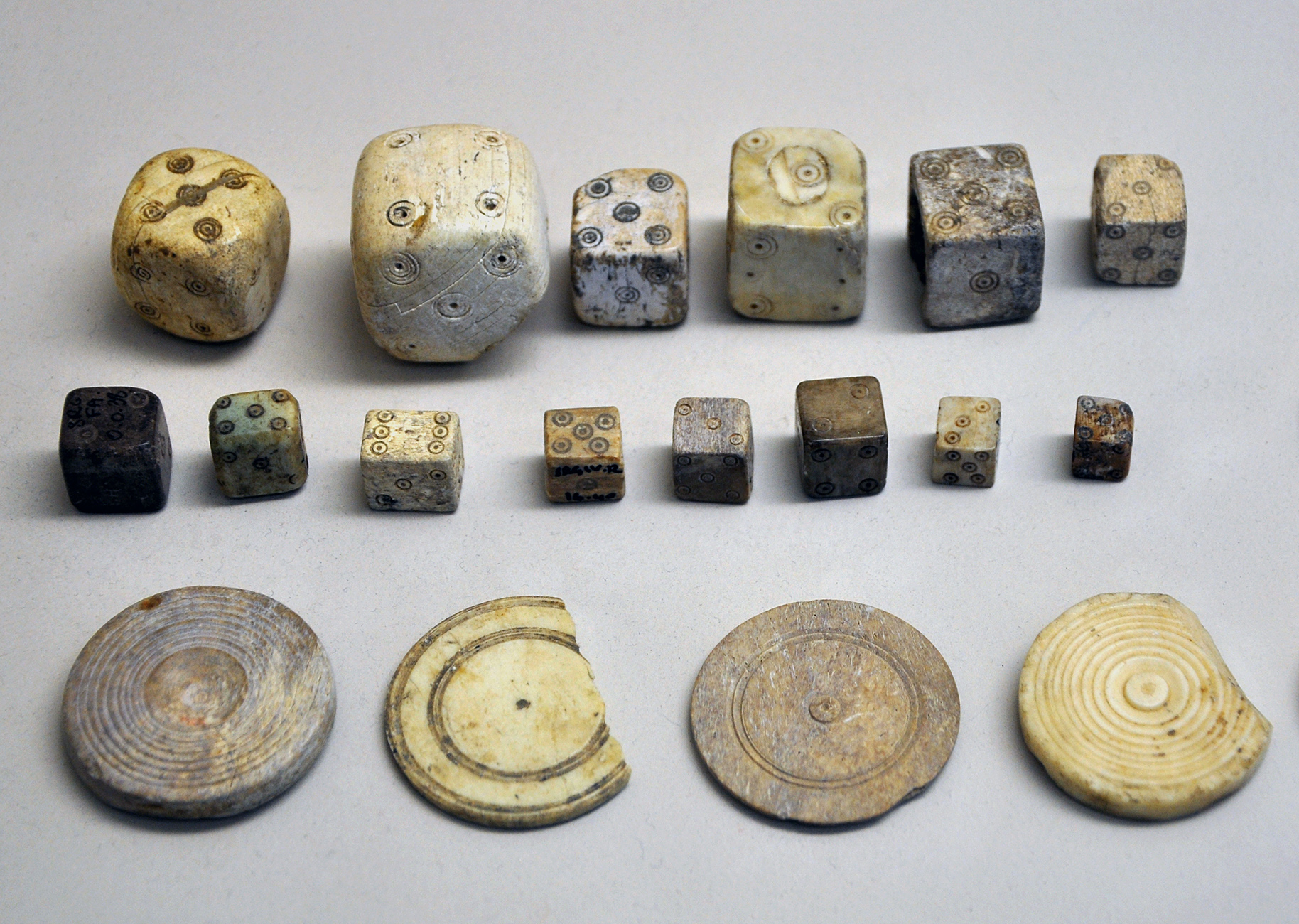
Římské hrací kostky (2. stol., muzeum ve Vienne)

Hrací kostka je malý mnohostěn, obvykle krychle, která se používá pro generování sekvence náhodných čísel. Používá se jako důležitá součást mnoha hazardních i společenských her.
Při hře se často používají dvě nebo více kostek najednou. Kostky jsou stejné velikosti a házejí se z ruky či kalíšku. Mívají tvar krychle se zaoblenými rohy a každá stěna je obvykle označena různým počtem kulatých bodů, kterým se říká oka. Nejčastěji jsou to čísla od 1 do 6. Každým hodem tak hrací kostka „vygeneruje“ náhodné číslo od jedné do šesti.
Stěny mohou být ale označeny i jinak, například různými symboly nebo barvami.

## Historie

Paschier Joostens, De Alea, 1642

Nejstarší artefakty podobné dnešním kostkám pocházejí z doby kamenné. Byly to opracované vícehranné kosti se symboly. Poté se hrací kostky začínají objevovat v době starověkého Egypta již v dnešní krychlové podobě. Největšího rozmachu se kostky dočkaly až v období římského impéria, kdy také vznikl slavný citát "Alea iacta est!" neboli "Kostky jsou vrženy!". Císař Claudius prý napsal knihu o strategii kostek a za císaře Commoda vzniklo v Římě první kasino. Ve starověkém Římě se kostky staly natolik populární hrou, že nakonec byla tato hra jakožto hazardní postavena mimo zákon.
Nejstarší nalezená kostka pochází z hlíny u řeky Indu a je stará asi 5 000 let. Ve starověkém Římě je prokazatelně hrávali jak otroci, tak císařové. Také Jan Ámos Komenský jim věnoval celou jednu stranu ve své knížce Orbis pictus (česky Svět v obrazech). Obliba hry ve středověku vedla k opakovaným zákazům ve formě městských vyhlášek i panovnických zákonů. Ve vykopávkách z Pompejí i odjinud byly nalezeny hrací kostky ze dřeva, kostí, hlíny, alabastru, železa i drahých kovů.

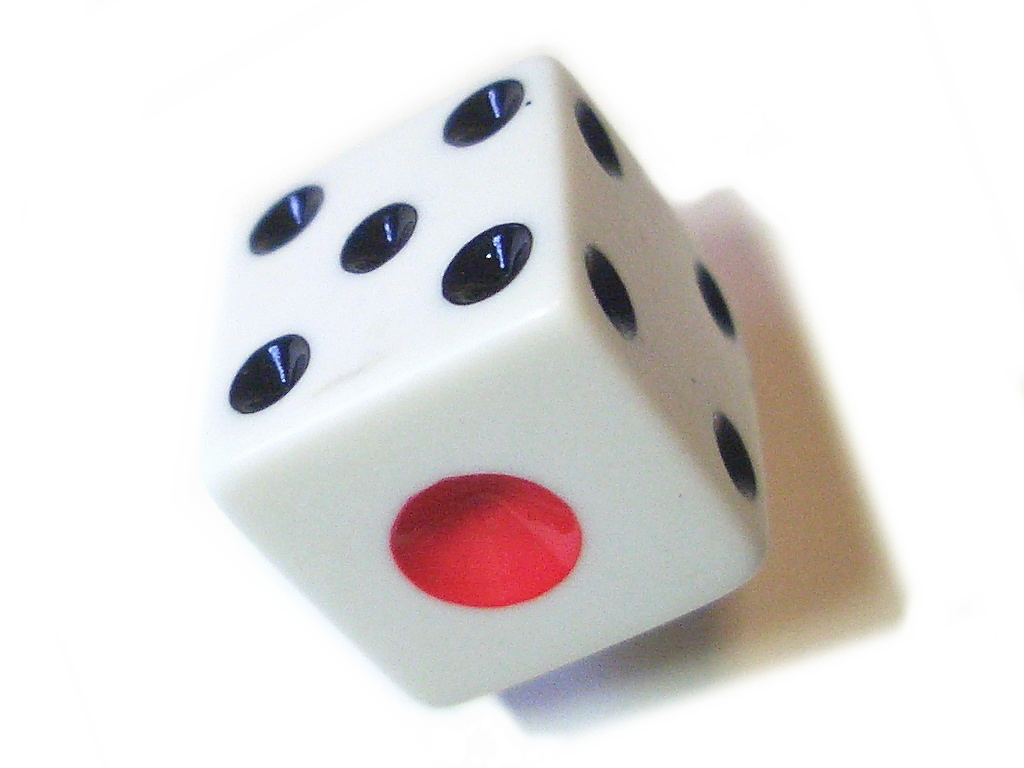
Japonská kostka s výrazným bodem hodnoty jedna

## Obyčejná kostka
Hrací kostka je obvykle malá krychle o hraně 1 až 2 cm. Stěny jsou očíslovány od jedné do šesti (nejčastěji pomocí malých kulatých obarvených důlků). Na kubických kostkách jsou hodnoty rozmístěny na kostce tak, aby součet bodů dvou protilehlých stěn byl sedm. Z toho vyplývá, že hrany stěn 1, 2 a 3 se sbíhají v jednom vrcholu. Při pohledu z tohoto vrcholu mohou být stěny seřazeny ve směru nebo proti směru hodinových ručiček.
Hod hrací kostkou se často chápe jako ryze náhodný, ačkoliv je – aspoň teoreticky – ve všech svých fázích deterministický. Výsledek je téměř beze zbytku určen hozením kostky, jenže pohyb, který hráč kostce udělil, má tolik parametrů dráhy i rotace, že se výsledek nedá prakticky předvídat. Kostka tak při jednotlivých hodech generuje (pseudo)náhodné číslo a funguje jako jakýsi hardwarový generátor náhodných čísel. Protože ale při výrobě každé kostky dochází k malým odchylkám a ze stěn z větším počtem bodů je odebráno více materiálu, nemají všechny výsledky úplně stejnou pravděpodobnost. Hrací kostky v kasinu proto mají značky zcela zarovnané s povrchem stěny, vyrábějí se s vysokou přesností a spadne-li taková kostka ze stolu, bývá okamžitě nahrazena novou.
Kostky se vrhají po jedné nebo ve skupinách přímo z ruky, z kalíšku nebo krabičky na nějaký rovný povrch. Hodnotu hodu ukazuje stěna, která je po zastavení kostky nahoře.

### Pravděpodobnost
Pro jednotlivý hod je pravděpodobnost, že padne nějaká hodnota od 1 do 6 přesně 1/6. Pokud se hází dvěma kostkami, pravděpodobnost součtu hodnot není stejná.
| Součet          | 2    | 3    | 4    | 5    | 6    | 7    | 8    | 9    | 10   | 11   | 12   |
| Pravděpodobnost | 1/36 | 2/36 | 3/36 | 4/36 | 5/36 | 6/36 | 5/36 | 4/36 | 3/36 | 2/36 | 1/36 |
| --------------- | ---- | ---- | ---- | ---- | ---- | ---- | ---- | ---- | ---- | ---- | ---- |

Pokud sledujeme pravděpodobnost součtu tří a více kostek, zjistíme, že křivka rozdělení se stále více přibližuje zvonovité křivce normálního rozdělení.
Pravděpodobnost, že při hodu padne na všech kostkách předem určené stejné číslo, se zmenšuje na 1/6 s každou další kostkou.
| Počet kostek    | 1   | 2    | 3     | 4      |
| Pravděpodobnost | 1/6 | 1/36 | 1/216 | 1/1296 |
| --------------- | --- | ---- | ----- | ------ |

Jakožto hmotný předmět nemůže být kostka úplně přesná a její těžiště nebude přesně ve středu. Pravděpodobnost hodu jednotlivých hodnot se bude tedy lišit, například v důsledku rozdílné relativní hmotnosti jednotlivých stran kostky. Můžeme si představit teoretickou kostku, která má pouze hodnotu 6 a na protější straně hodnotu 1 (zbylé strany jsou „prázdné“). Pokud bychom tuto kostku rozřízli v půli, bude část s hodnotou „6“ lehčí než část s hodnotou „1“, a to v důsledku úbytku materiálu při výrobě „ďolíčků“ představujících hodnotu (pokud by měla hodnoty zobrazeny například „puntíky“, bude opět jedna z částí nepatrně těžší v důsledku přidání barvy, která musí mít rozdílnou hustotu než tělo kostky a tím pádem i hmotnost).
V obou těchto případech se však jedná o velmi malé hodnoty, které by se mohly na pravděpodobnosti hodu jednotlivých hodnot projevit prakticky jen v ideálních podmínkách. U kostky s "ďolíčky" s hranami 1×1×1cm, je posun těžiště oproti středu ve všech třech osách v rozmezí 0,02 – 0,004 mm, u kostky s graficky znázorněnými hodnotami („puntíky“) by se posun těžiště pohyboval v hodnotách okolo 0,000001 mm.

### Cinknutá kostka

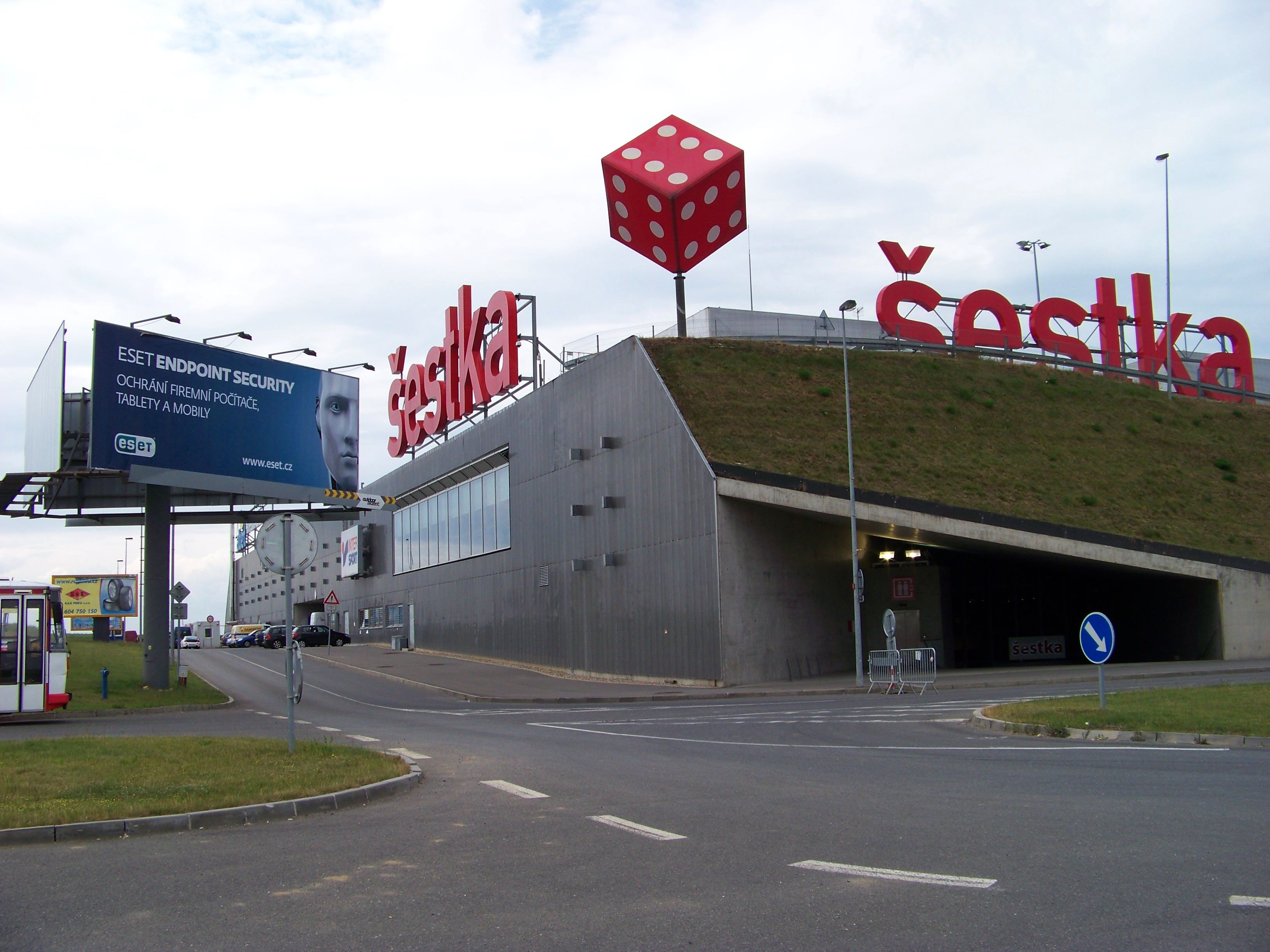
Obchodní centrum Šestka v Praze-Ruzyni má za symbol hrací kostku, která má ze všech stran šestku

Cinknutá kostka je hrací kostka nedovoleným způsobem upravená tak, aby určitá hodnota padala častěji (nebo naopak méně často) než ostatní hodnoty.
Metody, jak toho dosáhnout, jsou různé. Je možné některé hrany udělat ostřejší nebo kulatější – kostka nemusí mít tvar pravidelné krychle, ale je neznatelně zdeformovaná. Pokud kostka není průhledná, je možné do ní přidat závaží a změnit tak těžiště kostky. Je tak možno vytvořit „vyhrávací kostky“, kde častěji padá určitá hodnota, nebo „prohrávací kostky“, kde naopak některá hodnota padá velmi málo.
Jsou i důmyslnější metody. Kostka může mít v dutince uvnitř kapku rtuti a dutinka může být spojena s dutinkou na jiném místě. Poklepáním kostkou o stůl se kapka rtuti může stěhovat sem a tam a tak v průběhu hry měnit vlastnosti kostky. Existují také duté kostky. V dutině je malé závaží a polotuhá substance, například vosk, jehož bod tání je nižší než teplota lidského těla. To dovoluje hráči měnit umístění závaží během hry například tím, že na kostku dýchá nebo ji zahřeje v dlani. Vosk změkne a závaží klesne k spodní stěně. Opačná stěna pak má větší pravděpodobnost, že při hodu zůstane nahoře. Méně obvyklou metodou je použití magnetu ukrytého v kostce spolu s elektrickým vedením ukrytým v hracím stole.[zdroj?]
V kasinu se používají acetátové průhledné kostky, které je obtížné podobným způsobem „cinknout“.

## Kostky s jinými hodnotami než 1 až 6

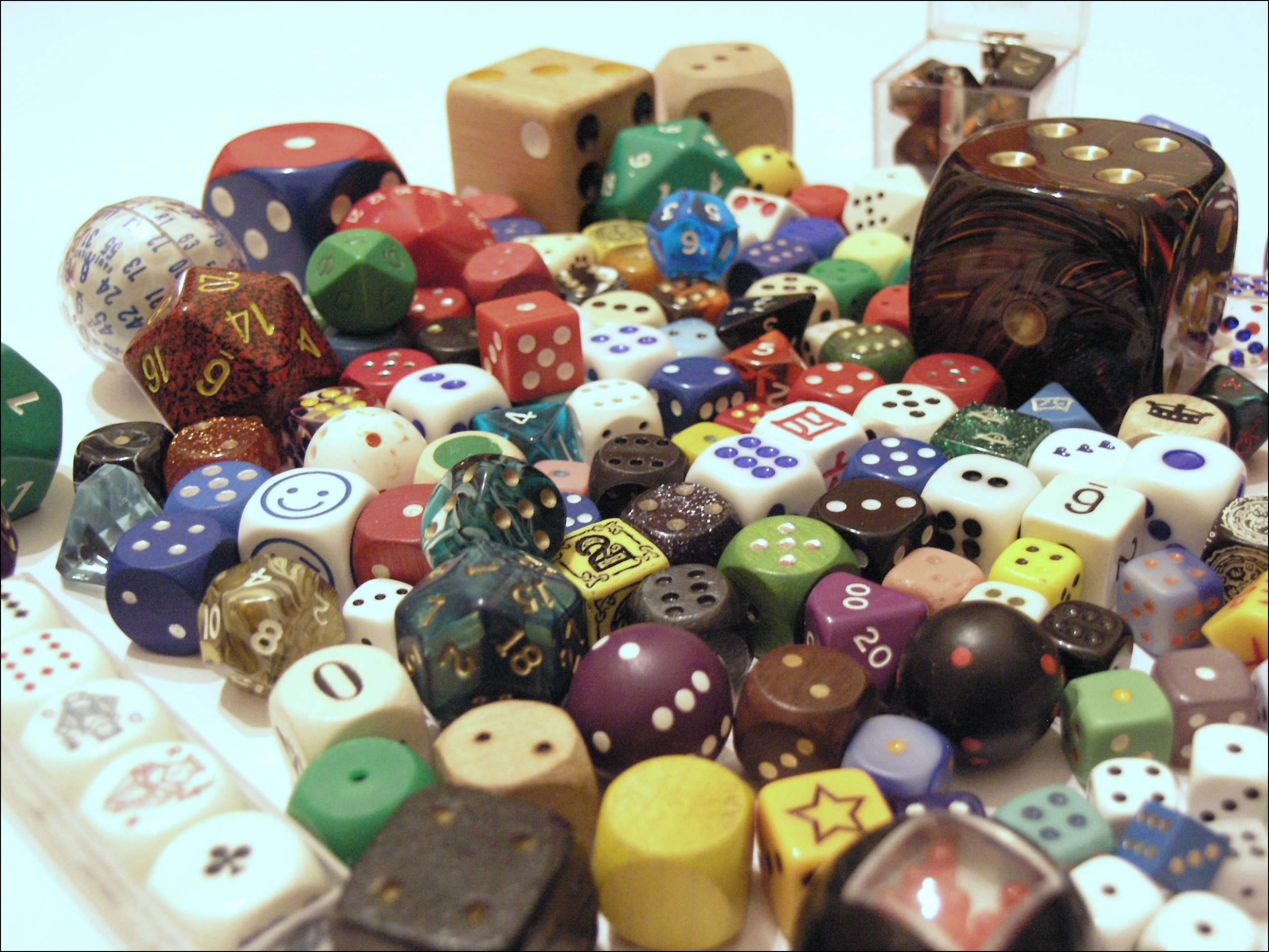
Různé druhy hracích kostek

Stěny hrací kostky jsou obvykle označeny nepřerušovanou řadou přirozených čísel, začínající od jedničky (nebo také nuly). Hodnoty jsou vyznačeny tečkami nebo čísly.
- barevné kostky – používají se často u her pro malé děti, které ještě neumějí počítat. Ve hře se postupuje na nejbližší políčko vržené barvy (dětské Člověče, nezlob se!)
- pokerové kostky, které mají symboly známé z karet, kterými se hraje poker (devítka, desítka, spodek, královna, král a eso)
- kostky s písmeny – různé jazykové hry (např. Ámos, Boggle)
- dvojité kostky
- náhodné směry – kostky mají na každé ploše šipku, výsledkem hodu je náhodný směr (např. Mississippi Queen)
- různé symboly – moderní, převážně válečné a fantasy hry (např. kostky pro herní systém Fudge se symboly „plus“, „minus“ a „prázdná stěna“)

## Kostky jiného tvaru než krychle

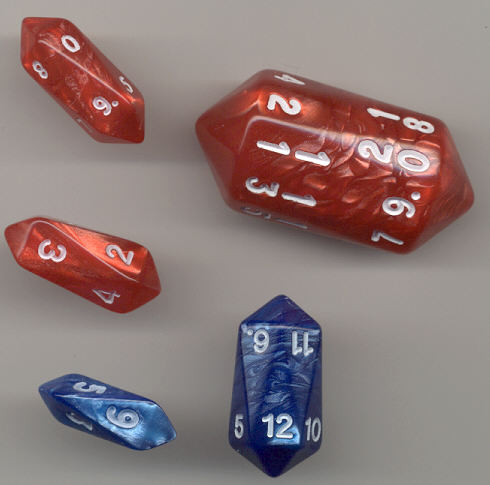
Nekrychlové kostky - krystalové kostky

Mnohostěnná kostka je hrací kostka, která má více nebo méně než šest stěn. Tyto kostky jsou nejčastěji používány v RPG a válečných hrách, ale setkáme se s nimi i jako s pomůckami při předpovídání budoucnosti nebo jiných okultních praktikách.
Nejčastěji jsou používána platónská tělesa (4, 8, 12 a 20 stěn). Jiné tvary mohou mít 3, 5, 7, 10, 14, 16, 24, 30, 34, 50 nebo 100 stěn.[zdroj⁠?!]

## Hry s kostkami
- Člověče, nezlob se!
- Craps
- Backgammon
- Monopoly
- Dračí Doupě

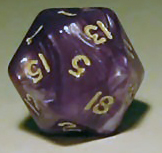
20stěnná kostka
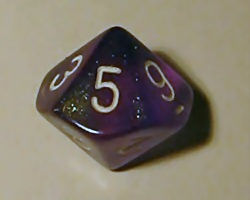
10stěnná kostka
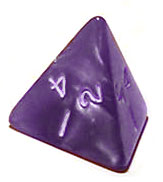
4stěnná kostka